# Ansari X Prize
Ansari X Prize (Nagroda Ansari X) była nagrodą w wysokości 10 milionów dolarów amerykańskich ufundowaną przez X PRIZE Foundation dla pierwszej organizacji pozarządowej, która dwukrotnie wystrzeli statek kosmiczny wielokrotnego użytku (mogący zabrać na pokład 3 osoby) na wysokość 100 km (granica przestrzeni kosmicznej według standardów Międzynarodowej Federacji Lotniczej).
Konkurs ogłoszono w 1996 roku, a termin upływał 1 stycznia 2005 roku. Początkowo nagroda nazywała się po prostu X PRIZE, jednak w 2004 zmieniono jej nazwę w celu uhonorowania dwojga przedsiębiorców, którzy przekazali fundacji wielomilionową dotację – Anousheh Ansari i jej szwagra Amira Ansari.
W dniach 29 września oraz 4 października 2004 roku samolot kosmiczny SpaceShipOne odbył dwa załogowe loty w przestrzeń pozaziemską, co pozwoliło mu na otrzymanie Ansari X PRIZE.
Celem Ansari X PRIZE było wprowadzenie do przemysłu kosmicznego sektora prywatnego. Podstawowym założeniem stał się zakaz finansowania nowego pojazdu kosmicznego przez jakiekolwiek państwo. Chodziło o zbudowanie nowej drogi w przestrzeń pozaziemską przez korporacje oraz osoby prywatne. Prywatna konkurencja powinna wymusić zwiększenie innowacyjności, co pozwoli rozwinąć tańsze technologie do umieszczania statków na orbicie Ziemi i dalej.
W konkursie uczestniczyło 26 zespołów z całego świata. Byli to zarówno zapaleni hobbyści, jak i wielkie korporacje. Firma słynnego konstruktora Burta Rutana, Scaled Composites, zbudowała zwycięski SpaceShipOne, ale wiele innych firm również poczyniło duże postępy na polu techniki kosmicznej.
Ansari X PRIZE doprowadziła do szybszego rozwoju prac nad komercyjnymi lotami kosmicznymi i turystyką kosmiczną. SpaceShipTwo – następca zdobywcy nagrody, ma od 2013 roku dokonywać regularnych lotów suborbitalnych z turystami na pokładzie.
Ansari X PRIZE wywodzi się z długiej tradycji nagród promujących postęp w wieku XX. Miały one wpływ na rozwój lotnictwa. Jedną z najsłynniejszych była Nagroda Orteiga, która zachęciła Charlesa Lindbergha do słynnego lotu nad Oceanem Atlantyckim.